# Thorictodes heydeni
Thorictodes heydeni är en skalbaggsart som beskrevs av Edmund Reitter 1875. Thorictodes heydeni ingår i släktet Thorictodes och familjen ängrar. Arten är tillfälligt reproducerande i Sverige. Inga underarter finns listade i Catalogue of Life.